# 아주 오래된 연인들
《아주 오래된 연인들》은 1994년 4월 15일에 MBC에서 방영한 베스트극장이다.

## 줄거리
졸업 후 제약회사 연구실에 근무하는 성주에게 친구 미라가 결혼 소식을 알려오는데 결혼 상대는 오랫동안 사귄 사람이 아니라 맞선을 봐서 만난 사람이라는 것을 알게 된다. 성주는 서로의 충치 숫자까지도 알고 있는 범준과의 관계를 되돌아보며 회의가 일기 시작한다. 성주는 애써 부인하면서도 남자를 소개시켜주겠다고 하는 미라의 전화에 호기심이 생기는 것을 어쩔 수가 없다.

## 등장 인물

### 주요 인물
- 김미현
- 이창훈
- 김나운
- 김응석

### 그 외 인물
- 유준석
- 김경아